# 大都会水务博物馆
大都会水务博物馆（英語：Metropolitan Waterworks Museum）是位于美国马萨诸塞州波士顿的一座博物馆。1970年除役之前，是一座每天负责向波士顿都会区输送一百万加仑淡水的工厂。建筑的外观为理查森罗曼式，内部仍完好保留着工厂运作时的各种大型机械设备，2011年被改建成博物馆。由水厂保护信托负责日常运作。

## 历史
在1850年代，波士顿开始对其供水进行现代化改造。改造前，供水系統由井，池塘水和纳迪克水库的下水管道的组成。
1870年代，波士顿市政府觉得有必要大幅改善城市的自来水净化和输水系统。1886年，一个“大型输水服务”系统的设计蓝图进入的人们的视野，并于次年建造完成了栗山水泵站。在当时，这种大型的输水系统是非常先进的。
1886年，此泵站完成設計，并於翌年投入服務。泵站將水从山上抽到费希尔山水库（Fisher Hill Reservoir），然后利用重力水分配到周邊地区。
1894年，该站的第三台水泵投入运行，該水泵為蒸汽驱动，由Erasmus Darwin Leavitt设计。此類水泵被譽爲“世界上最高效液體泵”，并一直运行到1928年。在20世纪，它被美国机械工程师学会宣布为机械工程的历史性地标。建築已由博物馆完全修复，修復部分為博物館大堂的中心。

## 軼聞
麥克·華堡參演的電影 “You Gotta Believe”曾在此取景。